# Henri Mignet
Henri Mignet (* 19. Oktober 1893 in Saintes; † 30. August 1965 in Aïn Harrouda, Marokko) war ein französischer Flugzeugkonstrukteur und Pilot. Er war der Initiator des Luftsportverbandes Réseau du Sport de l'Air (RSA) und wird als Urvater aller Amateurkonstrukteure und der Volksluftfahrt betrachtet. Mignet prägte den Begriff Pou-du-ciel („Himmelslaus“).

## Leben
Im Jahr 1911 begann mit der Korrespondenz mit Gustav Lilienthal die große lebenslange Leidenschaft zur Luftfahrt. Sein erstes Fluggerät, die HM-1-1, baute er 1912. Der Hängegleiter ist ein nach dem Muster der Geräte von Otto Lilienthal konstruierter Eindecker. Von 1914 bis 1918 unterbrach der Erste Weltkrieg die Fortführung weiterer Pläne. Mignet verbrachte diese Jahre als Funker im Militär und erkrankte im letzten Kriegsjahr an Malaria. 1920 beendete er sein erstes motorisiertes Gerät, das HM-2, das einem Blériot glich, und von er später erzählte, dass „alle Elemente funktionierten, aber nie zusammen“. Nach unermüdlicher Konstrukteursarbeit musste er 1925 Geflügel züchten, um den Lebensunterhalt der Familie zu sichern und weitere Fluggeräte zu finanzieren. In dieser Zeit entstanden das HM-6, das mit einem Motor hinter dem Piloten ein Vorreiter der modernen Ultraleichtflieger wurde sowie das MH-7, ein Helikopter. 1926 heiratet Mignet Annette Triou.

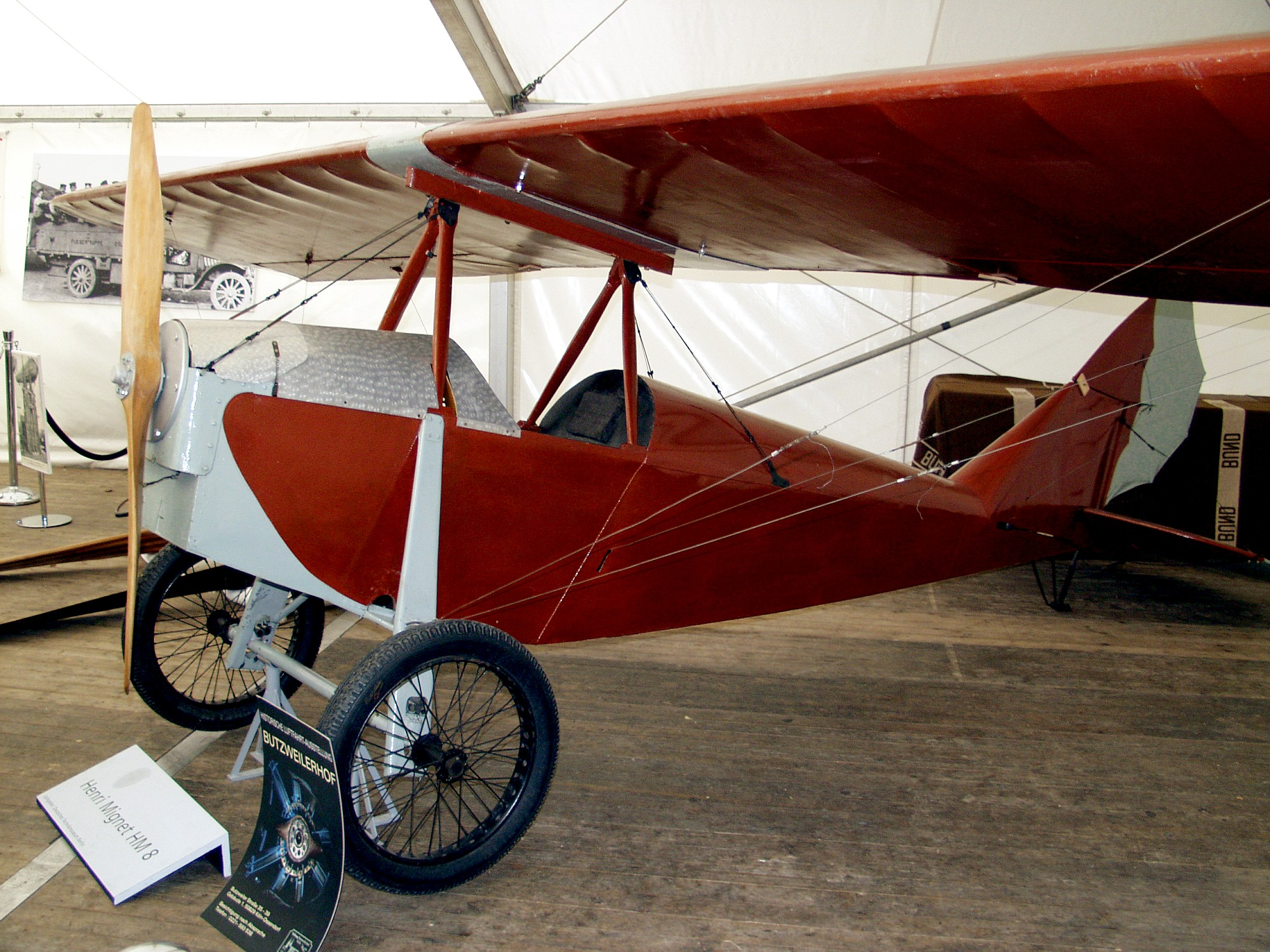
HM-8 in Köln

Im Jahre 1928 konstruierte Mignet auf der Basis der Überreste der HM-6 die HM-8. Die Maschine war sein erstes Fluggerät, das wirklich fliegen konnte, und brachte ihm erstmals Anerkennung aus den Reihen der professionellen Konstrukteure ein. Bereits ein Jahr später bauten Flugamateure die HM-8 nach und stellten die Flugtauglichkeit unter Beweis. Während er die Amateure zum Bau der HM-8 ermutigte, richtete er seine Forschungsarbeiten jedoch schon auf weitere Modelle aus.
1931 veröffentlichte er ein handgeschriebenes Buch Wie ich mein Avionnette gebaut habe mit den Plänen des HM-8. Darin kämpfte Mignet für die Vereinfachung des Steuerung, die Sicherheit der Luftfahrzeuge und eine allgemeine Volksluftfahrt. Die zahlreichen, durch ein Überziehen mit nachfolgendem Trudeln verursachten Flugzeugunfälle veranlassten ihn dazu, ein neues Konzept zu untersuchen. Er schaffte das Höhenruder ab, das entweder am hinteren Teil oder, wie bei dem Modell Canard, an der Vorderseite angebracht war. Sein neues Modell HM-13, Himmelslaus genannt, wurde nur in zwei Achsen gesteuert, während die anderen vom Typ Blériot  abgeleiteten in drei Achsen gesteuert werden mussten.
Die neue Konstruktion war ein Tandem mit zwei ungefähr gleich großen Flügeln. Der Pilot wirkte mit dem Steuerknüppel direkt auf den Anstellwinkel des vorderen Flügels ein. Mignet schaffte außerdem die Querruder ab, indem er das Seitenruder vergrößerte und für eine automatische Querstabilität sorgte. Dieses neue Flugzeug zeichnete sich dadurch aus, dass es sich automatisch in die Kurven legte und ein Trudeln nicht so einfach zuließ. Der vordere Flügel produzierte mit dem Hinterflügel eine Spaltwirkung, die das Abreißen der Strömung am hinteren Flügel verhinderte. Bei zu geringer Geschwindigkeit sinkt das Pou-du-ciel wie ein Fallschirm mit einer Geschwindigkeit von 2 bis 3 m/s mit einem Neigungswinkel von 45°.
1933 verwirklichte Mignet die endgültige Version der Himmelslaus, baute sie selbst in einem Monat und absolvierte am 10. September den ersten Flug mit der HM-14. 1934 wurde das Flugzeug auf dem 14. Luftfahrt-Salon an einem eigenen Stand ausgestellt. Mignet veröffentlichte sein erstes gedrucktes Buch, das den Plänen und der Konstruktion des HM-14 gewidmet ist, und löste so eine Nachbauwelle aus. Die Himmelslaus wurde mehrere hundert Mal nachgebaut und hatte insbesondere in Frankreich großen Erfolg. Nach mehreren katastrophalen Abstürzen im Jahr 1935, hervorgerufen durch oft mangelhafte Plantreue, Überladung, falschen Schwerpunkt sowie ungenügend erforschte aerodynamische Effekte, gelang es der Lobby der reichen Sportpiloten, die dieses Ungeziefer der Luft und die oft nicht wohlhabenden Amateurpiloten gern dauerhaft losgeworden wären, ein vorübergehendes Flugverbot für diese Flugzeugtyp in Frankreich zu erwirken.
1936 führte Henri Mignet Windkanalversuche mit seinem HM-14 in Frankreich und in Großbritannien durch. Diese Versuche brachten der Himmelslaus ein besseres Tragflügelprofil und Änderungen in den Plänen, die Zentrierunfälle unmöglich machen sollten. Das HM-14 konnte nun erneut zugelassen werden und bildete die Basis für eine allgemein zugängliche Luftfahrt.
Mignet reiste daraufhin für längere Zeit in die USA auch nach Brasilien, Marokko und Japan. Er zeichnete und baute ganze Reihen unterschiedlichster Pou-du-ciel.
Im Jahr 1946 zeichnete er HM-290 und HM-293, die vom HM-280, einem leicht und einfach zu transportierendes Flugzeug für die Armee, für die Amateurkonstruktion abgeleitet wurden. Das HM-293, eine ausgeklügelte Konstruktion mit nur 110 kg Leergewicht und einer Maximalgeschwindigkeit von 180 km/h, wurde zur wohl erfolgreichsten Himmelslaus. Es war in nur wenigen Minuten von einer Person zusammen- oder auseinanderzufalten und ließ sich einfach als Anhänger mit einem PKW bewegen.
1957 kehrte Mignet nach Frankreich zurück und führte Studien durch, die zum HM-360-Einsitzer und zum HM-380-Zweisitzer führten. Diese Konstruktionen werden auch heute weltweit von einer großen Zahl von Amateuren gebaut und geflogen.